# 長瀬徳太郎
長瀬 徳太郎（ながせ とくたろう、1886年12月15日 - 1972年12月13日）は、日本の経営者。長瀬産業社長を務めた。

## 経歴
大阪府大阪市出身。1904年に大阪高等商業学校を卒業し、同年に長瀬商店(のちの長瀬産業)。1917年に取締役に就任し、常務、専務を経て、1943年に社長に就任し、1968年5月には会長に就任。
1960年に藍綬褒章を受章し、1966年に勲四等瑞宝章を受章。
1972年12月13日、心不全のために死去。85歳没。